# Foulis Point Granary

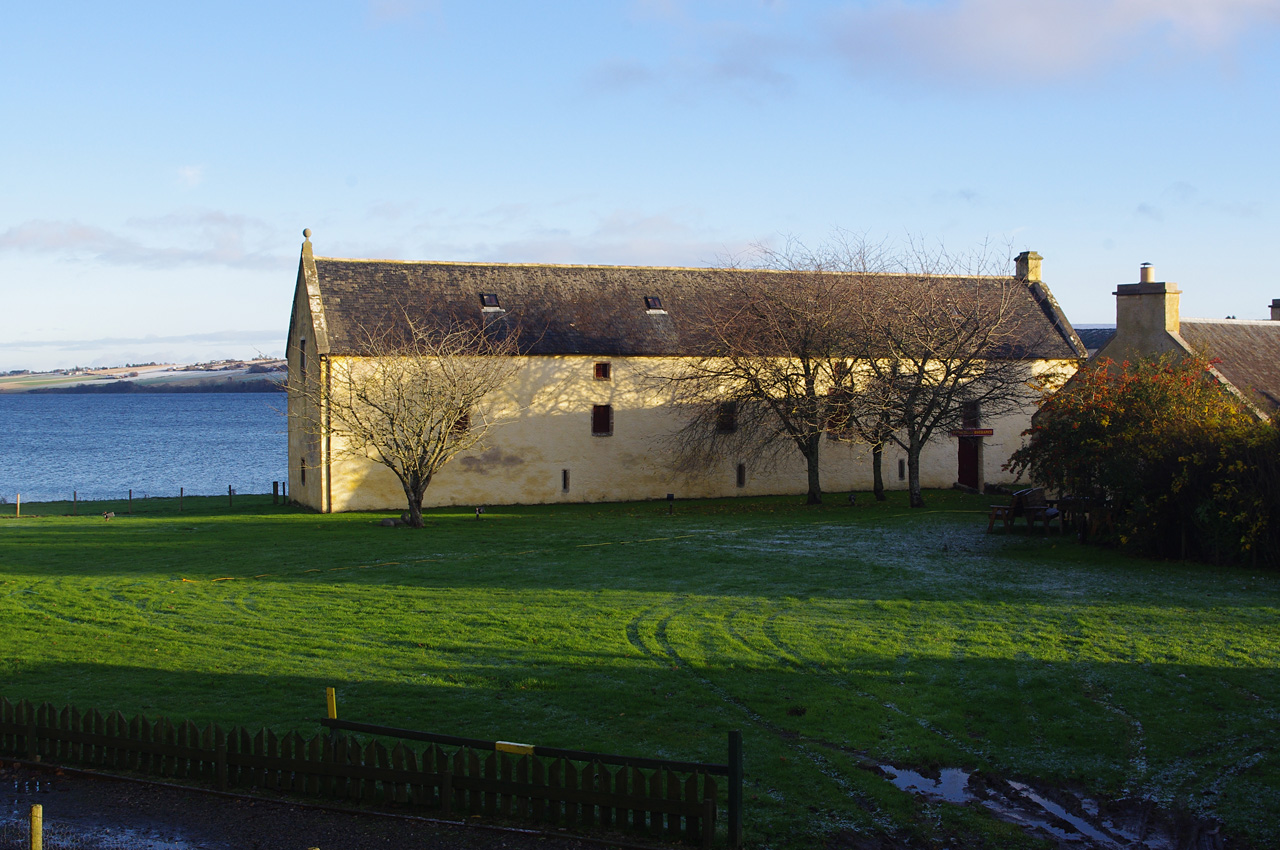
Foulis Point Granary

Der Foulis Point Granary, auch Foulis Rent House oder The Old Rent House, ist ein Bodenspeicher nahe der schottischen Ortschaft Evanton in der Council Area Highland. 1971 wurde das Bauwerk in die schottischen Denkmallisten in der höchsten Denkmalkategorie A aufgenommen.

## Geschichte
Als Bauzeitraum des Foulis Point Granary wird das frühe bis mittlere 18. Jahrhundert angegeben. Vermutlich entstand er um 1740. Bauherren waren die Munros des nahegelegenen Foulis Castle. In der Anfangszeit des Croftings wurden Pachtzahlungen an den Landherrn häufig in Form von Feldfrüchten geleistet. Ebenso wurden Löhne häufig, zumindest teilweise, auf diese Art ausgezahlt. Der Getreidespeicher diente, ähnlich einer Zehntscheune, der Lagerung der Pachtzahlungen der Landwirte sowie der Auszahlung von Löhnen an Gutsangestellte. Es wurden im Wesentlichen Hafer und Gerste gelagert. Überschüsse wurden meist an das Militär in Fort George oder nach Inverness verkauft und per Schiff abtransportiert. Es sind jedoch auch Gaben an Witwen, den Dorflehrer sowie den Gemeindepfarrer verzeichnet. Nachdem ab dem frühen 19. Jahrhundert Pachtzahlung im Wesentlichen monetär erfolgten, wurde der Speicher noch bis weit ins 20. Jahrhundert zur Lagerung von Handelsgütern genutzt.
Um den Abtransport der dort vermuteten Getreidevorräte zu unterbinden, zog während einer Nahrungsmittelknappheit im Jahre 1796 eine Menschenmenge aus Dingwall zu dem Speicher. Die Gruppe konnte ohne Gewaltanwendung aufgelöst werden.

## Beschreibung
Der Foulis Point Granary steht abseits der A9 am Nordufer des Cromarty Firth rund 2,5 Kilometer südlich von Evanton. Er steht gerade oberhalb der Flutmarke und erlaubte das einfache Beladen von Schiffen am nebenliegenden Anleger. Die Hauptfassade des dreigeschossigen Feldsteinbaus ist fünf Achsen weit. Sind im Erdgeschoss nur Schlitzfenster, die auch der Belüftung des Getreides dienlich sind, eingelassen, so sind die Fenster in den Obergeschossen größer dimensioniert. Vermutlich waren einst Flaschenzüge installiert. Die Freitreppe zu Türen im Obergeschoss ist späteren Datums. Holzpfeiler stützen die Holzböden im Inneren. Vor 1817 wurden an der Ostseite zwei verschließbare Räume abgetrennt. Einer von ihnen ist mit einem Holzbottich zur Mehllagerung ausgestattet. Das Speichergebäude schließt mit einem schiefergedeckten Satteldach.